# Heather Matarazzo
Heather Christina Marie Matarazzo (Oyster Bay, 10 novembre 1982) è un'attrice statunitense.

## Biografia
Heather nasce a Long Island (New York) il 10 novembre 1982 da una famiglia di origini irlandesi. Rimasta orfana in tenerissima età, viene adottata da Ray e Camille Matarazzo, una coppia italo-americana di religione cattolica.
Debutta nel 1995 nel film indipendente Fuga dalla scuola media, successivamente recita in film come L'avvocato del diavolo, Studio 54 e Scream 3. Nel 2006 prende parte alla serie televisiva The L Word, mentre nel 2007 recita nell'horror di Eli Roth Hostel: Part II.
Nel 2025 è tra i protagonisti della seconda stagione della serie televisiva Netflix Mercoledì, basata sui personaggi della famiglia Addams creati a partire dal 1938 da Charles Addams per le sue vignette sul periodico The New Yorker. Nella serie vi interpreta Judi Stonehearst, assistente della clinica psichiatrica Willow Hill e figlia di Augustus Stonehearst, che controlla i corvi che hanno ucciso Donovan Galpin. 

## Vita privata
Nel 2004, ha fatto coming out, dichiarandosi lesbica.

## Filmografia parziale

### Cinema
- Fuga dalla scuola media (Welcome to the Dollhouse, 1995)
- L'avvocato del diavolo (The Devil's Advocate, 1997)
- Studio 54 (54), regia di Mark Christopher (1998)
- College femminile (Strike!, 1998)
- Getting To Know You - Cominciando a conoscerti (Getting to Know you, 1999)
- Una spia per caso (Company Man), regia di Peter Askin e Douglas McGrath (2000)
- Scream 3, regia di Wes Craven (2000)
- Pretty Princess (The Princess Diaries, 2001)
- Sorority Boys (2002)
- Saved! (2004)
- Principe azzurro cercasi (The Princess Diaries 2: Royal Engagement, 2004)
- Believe in Me (2006)
- Hostel: Part II (2007)
- Mangus (2011)
- Culling Hens (2013)
- Le sorelle perfette (Sisters), regia di Jason Moore (2015)
- Girl Flu., regia di Dorie Barton (2016)
- Don't Worry (Don't Worry, He Won't Get Far on Foot), regia di Gus Van Sant (2018)
- Scream, regia di Matt Bettinelli-Olpin e Tyler Gillett (2022)

### Televisione
- L'incredibile Michael (Now and Again) - serie TV, 22 episodi (1999-2000)
- Strangers with Candy - serie TV, episodio 3x05 (2000)
- Exes & Ohs - serie TV, 16 episodi (2006-2009)
- The L Word - serie TV 4 episodi (2007)
- Law & Order - I due volti della giustizia (Law & Order) - serie TV, episodi 8x20-19x06 (1998-2008)
- Life on Mars - serie TV, episodio 1x02 (2008)
- Stalker - serie TV, episodio 1x07 (2014)
- Grey's Anatomy - serie TV, episodi 11x24-11x25 (2015)
- Mercoledì (Wednesday) - serie TV, episodi 2x02-2x03-2x04 (2025)

### Doppiatrice
- Wish, regia di Chris Buck e Fawn Veerasunthorn (2023)

## Doppiatrici italiane
Nelle versioni in italiano delle opere in cui ha recitato, Heather Matarazzo è stata doppiata da:
- Domitilla D'Amico in Pretty Princess, Principe azzurro cercasi, Sorority boys
- Claudia Pittelli in L'avvocato del diavolo, Studio 54
- Valentina Mari in Fuga dalla scuola media
- Mario Giarola in Girl Flu.
- Francesca Manicone in Hostel: Part II
- Emanuela D'Amico in Grey's Anatomy
- Gemma Donati in Mercoledì